# Anisodesmus erythropus
Anisodesmus erythropus är en mångfotingart som först beskrevs av Lucas 1858.  Anisodesmus erythropus ingår i släktet Anisodesmus och familjen Chelodesmidae. Inga underarter finns listade i Catalogue of Life.